# 일본산업파트너스
일본산업파트너스(Japan Industrial Partners)는 도쿄도에 본사를 둔 일본 사모펀드 회사이다. 2002년 미즈호 파이낸셜 그룹(Mizuho Financial Group), 베인 앤드 컴퍼니(Bain and Company) 등 기업의 투자로 설립되었다. CEO는 모우에 히데미이다.

## 역사
2007년 일본산업파트너스는 베인 캐피털과 함께 썬텔레폰(SunTelephone)을 인수했다. 2010년에는 교와하코기린(Kyowa Hakko Kirin)으로부터 교와하코화학(Kyowa Hakko Chemical)을 인수했다.
2012년 일본 산업 파트너는 올림푸스로부터 통신 회사 ITX의 핵심 사업 부문을 6억 7600만 달러에 인수했다.
2014년 일본 산업 파트너는 소니로부터 컴퓨터 제조업체인 바이오를 인수했다. 2020년 일본산업파트너스는 NEC에서 Nippon Avionics를 인수하고 회사의 리더십을 변경했다.
2020년에 회사는 올림푸스의 이미징 부문을 인수했다. 이 거래는 과도 기간 동안만 브랜드 이름을 사용할 수 있도록 허용했기 때문에 2022년에 OM 디지털 솔루션스라는 새로운 회사로 이전되었다.
2023년 일본산업파트너스와 오릭스, 로움, 주부 전력을 포함한 19개 회사가 도시바를 150억 달러에 인수하겠다고 제안했고, 이는 9월 도시바 이사회에서 승인되었다.